# 稲田貞右
稲田 貞右(いなだ さだすけ、生没年不詳）は、戦国時代から江戸時代初期にかけての武将。一時、玉井（たまい）の名字を名乗っていた。通称は数馬助。

## 概要
稲田氏は近江蒲生氏譜代の家臣と伝えられ、貞右も若い頃から蒲生氏に仕えていた。蒲生氏郷の信任が厚く、家老にあたる仕置の地位を務め、天正15年（1587年）頃に玉井の名字を賜った。氏郷が会津藩に移されると、猪苗代城を任される。
氏郷の没後も蒲生家に忠実に仕え、宇都宮藩、会津藩復帰後も仕置を務めている。また、会津復帰後には外池良重と共に四本松城を任され、慶長14年（1609年）の内紛で蒲生郷成・郷喜父子や関元吉が一時出奔した後の異動により、長沼城に移された。
関ヶ原の戦い後に蒲生秀行が会津藩に復帰した後は、岡重政・町野繁仍と共に仕置を務めていたが、慶長18年（1613年）に岡が失脚し、町野も引退したため、玉井貞右と町野幸和（繁仍の子）が仕置を務め、その後福西宗長らが加わっている。
寛永4年（1628年）の蒲生忠郷が急死し、後を継ぐことが許された弟の忠知が伊予松山藩に移封されたのを機に息子の貞清に家督を譲って隠居し、隠居料300石が与えられた。また、この頃に名字を元の稲田に戻している。しかし、寛永9年（1633年）に作成された家臣の禄高を記した史料には貞右の隠居料について記載されていないため、既に死去していたと推測される。貞清は志摩守の官途名を与えられ、松山移封後に仕置（家老）に次ぐ大与頭（組頭）を蒲生郷喜・関元吉（一利）と共に務めている。